# Packers de Green Bay
 (décembre 2023).
Si vous disposez d'ouvrages ou d'articles de référence ou si vous connaissez des sites web de qualité traitant du thème abordé ici, merci de compléter l'article en donnant les références utiles à sa vérifiabilité et en les liant à la section « Notes et références ».
Stade
Maillots
Super Bowl I - II - XXXI - XLV
Champion NFL 1929 - 1930 - 1931 - 1936 - 1939 - 1944 - 1961 - 1962 - 1965
Les Packers de Green Bay (Green Bay Packers en anglais) sont une franchise de la National Football League (NFL) basée à Green Bay, dans le Wisconsin. L'équipe date d'avant la fondation de la ligue alors que le football américain était encore joué semi-professionnellement dans nombre de petites villes. On peut retracer de telles équipes dans la région de Green Bay dès 1896 mais c'est Earl "Curly" Lambeau qui en est le fondateur en 1919.

## Présentation
Les Packers de Green Bay ont gagné 13 titres de champion (dont 4 Super Bowls), ce qui est un record en NFL (les Bears de Chicago en ayant gagné 9). Les trois premiers titres furent gagnés grâce au classement, puis les six qui suivirent correspondent au Championnat NFL (avant que la NFL et l’AFL ne fusionnent) et enfin les quatre derniers correspondent aux Super Bowls gagnés en 1966 (I), 1967 (II), 1996 (XXXI) et 2010 (XLV). Les Packers détiennent aussi le record du nombre de titres consécutifs avec 3 titres de champion (entre 1929 et 1931 et entre 1965 et 1967). Les Packers connaissent leur période de gloire dans les années 1960 sous la conduite de l'entraîneur Vince Lombardi, avec lequel ils gagnent cinq titres. Le trophée remis au vainqueur du Super Bowl porte d'ailleurs désormais son nom. Les Packers ont gagné le premier Super Bowl.
Il s'agit de la seule équipe de la ligue qui appartient à la communauté sous forme de coopérative (depuis 1923) regroupant plus de 364 122 membres et la seule ayant pour siège une ville de petite taille. Leurs principaux rivaux historiques sont les Bears de Chicago, avec qui ils entretiennent l'une des plus célèbres et anciennes (depuis 1921) rivalités de la NFL. D'autres rivalités existent, notamment avec deux équipes de leur division, les Vikings du Minnesota et les Lions de Détroit.

## Historique

### Débuts de la franchise

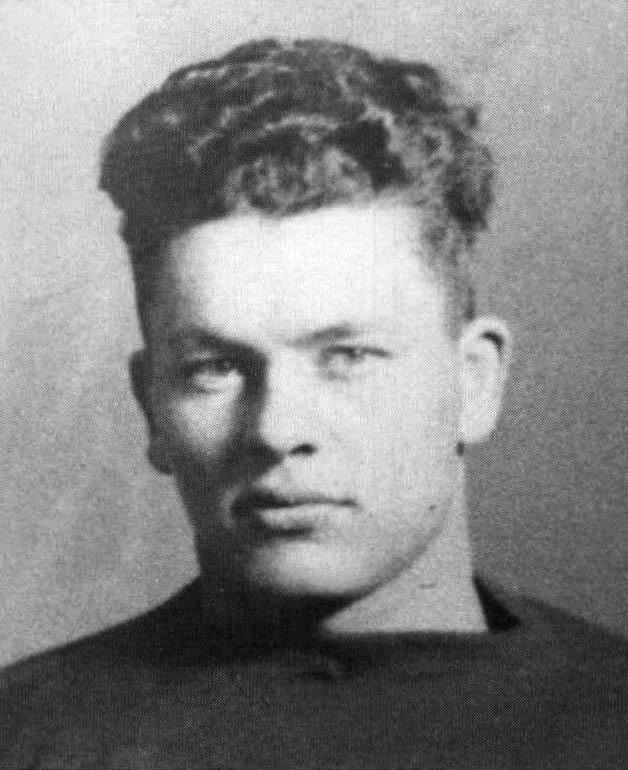
Curly Lambeau (fondateur des Packers)

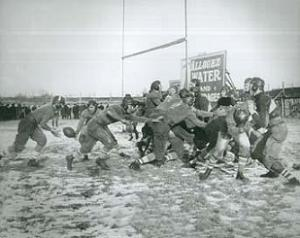
Les Packers dans les années 1920

Le 11 août 1919, Earl L. Lambeau (surnommé « Curly », le « bouclé » en français) et George Calhoun, deux anciens joueurs universitaires, se rencontrèrent dans une salle de l’immeuble détenu par le journal appelé Green Bay Press Gazette. Sans même le savoir, ils assistèrent au premier moment de la création d’une des plus mythiques franchises du football américain professionnel.
En fait, Lambeau et Calhoun commencèrent à évoquer l’idée de la création d’une équipe professionnelle quelques semaines auparavant lors d’une conversation au croisement de deux rues de Green Bay. Et sans perdre de temps ils se mirent à la tâche. En premier lieu, ils parlèrent à l’employeur de Lambeau, une entreprise appelée l'Indian Packing Company, pour obtenir un financement pour des maillots. Comme l’entreprise participa au financement des maillots ainsi qu’au prêt du complexe sportif pour l’entraînement, le club fut initialement identifié comme un projet appartenant à l’entreprise. C’est pourquoi le club prit très vite le nom de « Packers » même si l’entreprise se désengagea avant même la moitié de la première saison du club.
Durant cette première saison, l’équipe remporta 10 matchs et n’en perdit que 1 face à des adversaires provenant du Wisconsin et du nord du Michigan. En raison du succès très rapide de cette franchise, Lambeau fut approché en 1921 par deux membres d’une nouvelle ligue professionnelle créée en 1920 qui allait devenir la NFL. Le 27 août 1921, les Packers rejoignent l’American Professional Football Association (APFA).

### 1921: Doyenne des franchises NFL
Ce début en NFL en 1921, ligue dans laquelle ils évoluent toujours, fait des Green Bay Packers, la plus vieille des franchises NFL existantes, vierge de changement de nom, et de délocalisation.
Mais l’équipe connut très vite des déboires financiers si bien qu’elle fit forfait à la fin de cette première année. Mais en 1922, Lambeau réussit à trouver des investisseurs pour réintégrer la ligue professionnelle. Durant cette nouvelle année, l’équipe continua de faire face à des problèmes financiers jusqu’à ce qu'A. B. Turnbull, le directeur de la Green Bay Press Gazette, décide de faire une avance à Lambeau et fasse marcher son réseau pour trouver des hommes d’affaires de Green Bay intéressés par soutenir cette équipe.
Depuis ces premières années difficiles financièrement, les Packers sont devenus une équipe de rayonnement national et même mondialement connue grâce à ses 13 titres de champion. Ces réussites alors que cette équipe évolue dans une ville d’environ 100 000 âmes a fait la renommée des Packers s’appuyant sur le concept « David contre Goliath ».

### 1959-1967: l’ère Vince Lombardi

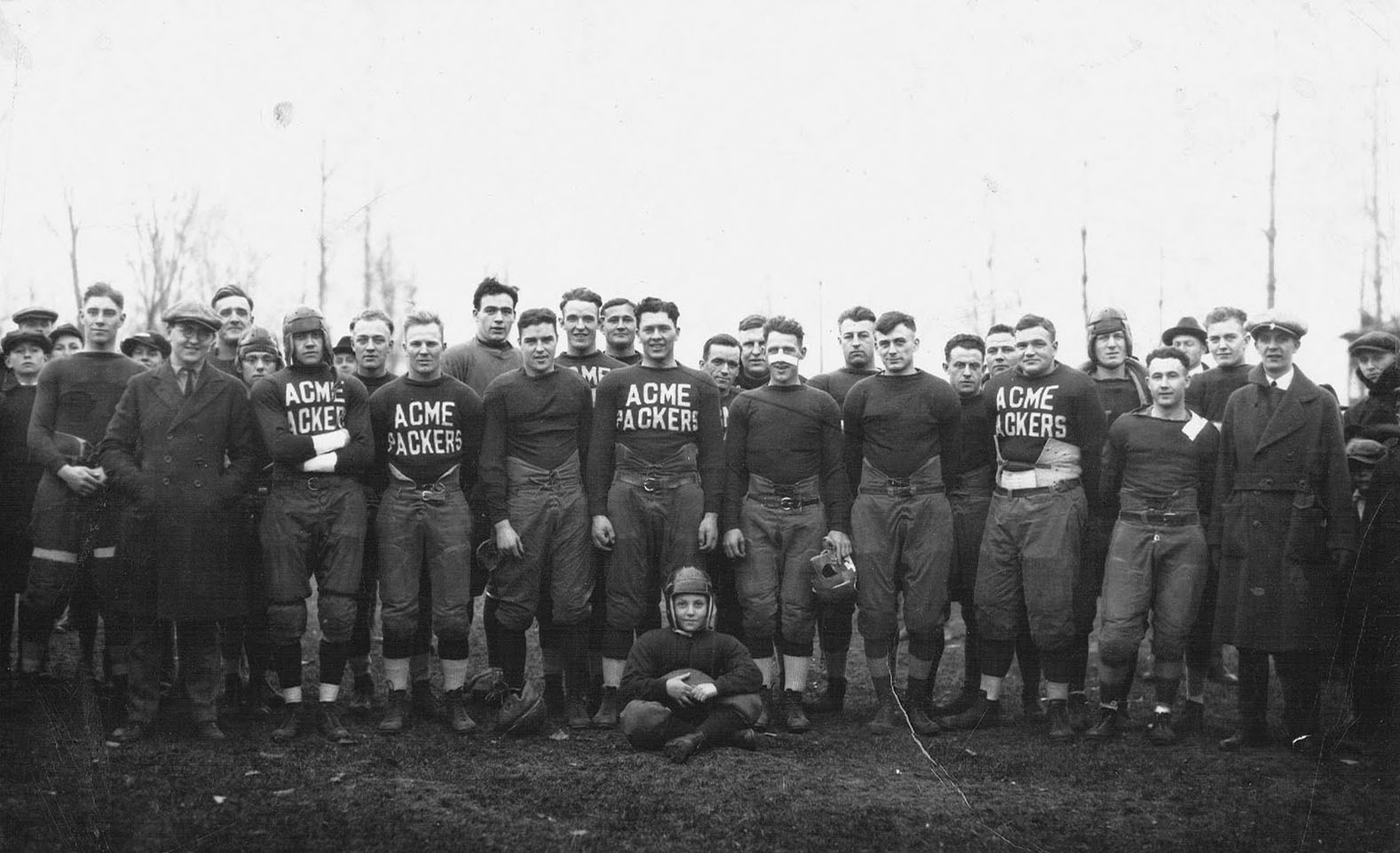
Les Packers en 1921.

Les années 1960 furent marquées par l'entraîneur en chef Vince Lombardi qui permit aux Packers de gagner 5 titres de champion sur une période de sept ans dont une victoire lors du premier Superbowl. Les joueurs les plus significatifs de cette période furent le quarterback Bart Starr, les running backs Jim Taylor, Carroll Dale et Paul Hornung et le joueur de ligne offensive Jerry Kramer. Les défenseurs les plus mémorables furent Henry Jordan, Willie Wood, Ray Nitschke, Dave Robinson et Herb Adderley.
Dès la saison 1959, les Packers arrivèrent à un bilan de victoires supérieur au nombre de défaites, une première depuis 1947. L’année suivante, ils arrivèrent en finale de la NFL contre les Eagles de Philadelphie mais s’inclinèrent dans la toute fin du match. Ils ne connurent plus par la suite de défaite en finale de la NFL.
Dès l’année 1961, les Packers retournèrent en finale de la NFL contre les Giants de New York et s’imposèrent sur un score sans appel de 37 à 0 grâce notamment à Paul Hornung qui inscrivit 19 points. La saison suivante fut également couronnée de succès avec un total de 13 victoires et 1 défaite qui aboutit à une finale disputée à nouveau contre les Giants de New York. Dans un match beaucoup plus compétitif que l’année précédente, les Packers s’imposèrent à nouveau sur un score de 16 à 7.
Ce n’est qu’en 1965 que les Packers disputèrent à nouveau la finale de la NFL à l’issue d’une victoire controversée face aux Colts de Baltimore en raison d’un coup de pied attribué par les arbitres alors qu’il serait passé sur le côté droit des poteaux. Quoi qu’il en soit, les Packers disputèrent et gagnèrent une nouvelle fois la finale NFL contre les Browns de Cleveland.
En 1966, les Packers se qualifièrent pour jouer la première édition du Superbowl à l’issue d’un match gagné contre les Cowboys de Dallas grâce à une interception de Tom Brown qui empêcha la franchise texane de revenir au score dans les toutes dernières minutes du jeu. Les Packers disputèrent le Super Bowl I contre les Chiefs de Kansas City et s’imposèrent sur un score de 35 à 10.
La saison suivante fut la dernière de l’ère Vince Lombardi. Elle fut marquée par la très célèbre finale de conférence (demi-finale de la NFL) surnommée le « Ice Bowl » (31 décembre 1967) qui demeure encore actuellement le match le plus célèbre du football américain professionnel et universitaire par son dénouement et ses conditions climatiques extrêmement rudes (−25 °C avec des bourrasques de vent froids donnant un refroidissement éolien de – 44). À seulement 16 secondes de la fin, le quarterback des Packers, Bart Starr, marqua un touchdown qui permit à son équipe de remporter le match. Cette victoire donna aux Packers l’opportunité de jouer le Super Bowl II contre les Raiders d'Oakland. Ils s’imposèrent sur un score de 33 à 14.
Après cette victoire, l'entraîneur en chef Vince Lombardi arrêta d’entraîner les Packers de Green Bay. Il mourut en septembre 1970 et le trophée du Superbowl porta désormais son nom en hommage à ses performances et à celles de son club.

### 1968-1991: la traversée du désert
Après le départ de Lombardi, les Packers n’eurent que peu de succès pendant près d’un quart de siècle. En 24 saisons, ils n’arrivèrent à un total de victoires supérieur aux défaites à seulement 5 reprises. Ils ne se qualifièrent pour les séries d'après saison que 2 fois alors que différents entraîneurs en chef se succédèrent : Phil Bengston, Dan Devine, Bart Starr, Forrest Gregg et Lindy Infante.

### 1992-2007: l'ère Brett Favre

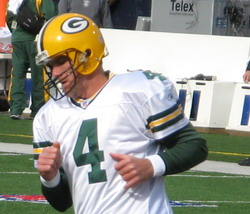
Brett Favre

En 1992, le directeur général des Packers, Ron Wolf, engagea en tant qu'entraîneur en chef, le coordonnateur offensif des 49ers de San Francisco, Mike Holmgren. Très vite après cette acquisition, Wolf engagea le quarterback Brett Favre auprès des Atlanta Falcons en échange d’un premier tour de draft. Brett Favre fut à l’origine de la première victoire des Packers lors de la saison 1992 contre les Bengals de Cincinnati alors qu’il remplaçait le quarterback blessé Don Majkowski. Il commença à nouveau le match suivant face aux Steelers de Pittsburgh et le remporta. Il fut depuis lors jusqu’en 2007, le quarterback titulaire des Packers. Il débuta 271 matchs consécutifs (séries éliminatoires incluses) ce qui fut un record pour la NFL.
En 1992, les Packers finirent la saison régulière avec 9 victoires contre 7 défaites. Mais l’événement le plus marquant fut l’acquisition du défenseur Reggie White. White était intimement persuadé que Wolf, Holmgren et Favre faisaient prendre la bonne direction à l’équipe grâce à « une envie de gagner totale ». Avec cette nouvelle acquisition, les Packers arrivèrent au second tour des séries éliminatoires en 1993 et en 1994. En 1995, les Packers remportèrent la division NFC Centre pour la première fois depuis 1972. Après une victoire en séries éliminatoires face à Atlanta sur un score de 37 à 20 à domicile, les Packers remportèrent le match suivant contre les champions en titre, les 49ers de San Francisco. Ils échouèrent néanmoins en finale de la NFC face aux Cowboys de Dallas sur un score de 38 à 27.
En 1996, les Packers terminèrent la saison régulière avec 13 victoires pour 3 défaites ce qui leur permit d’avoir l’avantage du terrain durant les séries éliminatoires. Après une victoire relativement facile contre les 49ers (35 à 14) et les Panthers de la Caroline (30 à 13), les Packers arrivèrent au Super Bowl pour la première fois en 29 ans. Durant cette 31e édition sur Super Bowl, ils s’imposèrent face aux Patriots de la Nouvelle-Angleterre sur un score de 35 à 21 et gagnèrent ainsi leur 12e titre de champion, ce qui demeure un record en NFL, et le 3e Super Bowl de leur histoire. Un panel d’expert de la chaîne ESPN classa les Packers de 1996 comme la 6e meilleure équipe à avoir joué le Super Bowl.
L’année suivante, en 1997, les Packers remportèrent pour la seconde fois consécutive la NFC après une victoire face aux Buccaneers de Tampa Bay et aux 49ers de San Francisco, retournant ainsi au Super Bowl en tant que favoris. Mais finalement les Packers s’inclinèrent face aux Broncos de Denver durant ce Super Bowl XXXII sur un score de 31 à 24.
En 1998, les Packers terminèrent leur saison sur 11 victoires contre 5 défaites et furent éliminés au premier tour des séries éliminatoires face aux San Francisco 49ers. Ce match marqua la fin d’une ère avec le départ d'Holmgren pour les Seahawks de Seattle. Reggie White prit sa retraite à la fin de cette saison (bien qu’il joua ultérieurement une saison chez les Panthers de la Caroline). L’équipe eut des difficultés à trouver une nouvelle identité après tous ces départs. En 2001, ce fut au tour de Ron Wolf de prendre sa retraite.
En 2002, les Packers s’inclinèrent pour la première fois de leur histoire en séries éliminatoires face aux Falcons d'Atlanta sur un score de 27 à 7 en Wild Card. Après de nombreux changements, les Packers engagèrent Mike McCarthy en 2005 en tant qu’entraîneur.
Après avoir manqué les séries éliminatoires en 2006, Brett Favre annonça qu’il prendrait sa retraite après la saison 2007 qui fut finalement une de ses meilleures saisons. Les Packers gagnèrent 10 de leurs 11 premiers matchs et finirent avec un total de 13 victoires pour 3 défaites. Le jeu de passe des Packers emmené par Brett Favre et un des meilleurs groupes de receveurs en NFC finit premier de la NFC. Quant au coureur Ryan Grant, acquis auprès des New York Giants en échange d’un 6e tour de draft, il totalisa 956 yards et 8 touchdowns lors des 10 derniers matchs de la saison régulière. Lors de leur premier match de séries éliminatoires contre les Seahawks de Seattle, les Packers s’imposèrent sur le score de 42 à 20. Grant courut plus de 200 yards et marqua 3 touchdowns alors que Favre totalisa 3 touchdowns à la passe. Le 20 janvier 2008, Green Bay fit sa première apparition en finale de la NFC depuis 10 ans face aux Giants de New York à Lambeau Field. Ils perdirent ce match en prolongation à cause d’un field goal de Lawrence Tynes.
En décembre 2007, Ted Thompson signa un contrat de 5 ans de manager général avec les Packers. Le 5 février 2008, l'entraîneur en chef Mike McCarthy signa à son tour un contrat de 5 ans d'entraîneur en chef avec les Packers.

### 2008-2022: l'ère Aaron Rodgers
Le 4 mars 2008, Brett Favre annonça sa retraite alors que le 29 juillet 2008 il prit finalement sa décision de revenir en NFL. Cela provoqua de nombreux remous au sein des Packers et une véritable frénésie médiatique. Le 6 août 2008, Brett Favre fut transféré aux Jets de New York.
À la suite de ce transfert, les Packers commencèrent leur saison 2008 avec leur quarterback sélectionné au premier tour de la draft 2005, Aaron Rodgers. Rodgers fut très convaincant lors de cette première saison, enregistrant des statistiques presque identiques à celle de Brett Favre lors de sa dernière année chez les Packers. Néanmoins, l’équipe finit la saison avec seulement 6 victoires pour 10 défaites (dont 7 défaites à moins de 4 points). La principale raison avancée pour cette faible performance de l’équipe fut les nombreuses blessures en défense privant les Packers d’environ 7 titulaires. Après cette mauvaise saison, 8 entraîneurs en chef furent remplacés dont Bob Sanders, le coordinateur défensif qui fut remplacé par Dom Capers.
Pour la saison 2009, les Packers ont réalisé deux choix significatifs de la draft : le défensive tackle B.J. Raji (Boston College) et le linebacker Clay Matthews III (USC). Surtout cette saison est marquée par le choix de passer d’une défense 4-3 à une défense 3-4 pour laquelle ces deux nouvelles recrues ont une importance capitale.
Durant la saison 2010, les Packers remportent leur 4e Superbowl face aux Steelers de Pittsburgh (31 à 25) au Cowboys Stadium de Dallas avec un Aaron Rodgers élu MVP (24/39 passes complétées pour 304 yards et 3 touchdowns). Cette saison reste marquante pour les supporteurs car l'équipe a connu tout au long de celle-ci un nombre impressionnant de blessés tel que Ryan Grant (running back) ou encore Jermichael Finley (Tight End), deux éléments très importants de l'attaque de Green Bay. Le SuperBowl fut d'ailleurs comme un symbole de cette saison puisque deux autres joueurs importants de l'équipe (Donald Driver et Charles Woodson) se sont blessés pendant le match. Cette saison est aussi marquante car les Packers se sont qualifiés pour les séries éliminatoires (en anglais playoffs) lors du dernier match de la saison régulière (10 à 3) face aux grands rivaux, les Bears de Chicago avant d'aller affronter les Eagles de Philadelphie (21 à 16), les Falcons d'Atlanta (48 à 21) avec un Aaron Rodgers incroyable (31/36 passes complétées pour 366 yards et 3 touchdowns), et enfin les Bears de Chicago à nouveau (21 à 14) en finale de Conférence. À noter qu'aucun des matchs de séries éliminatoires ne s'est joué au Lambeau Field de Green Bay.
En 2011, les Packers remportent leurs treize premiers matchs de la saison, avant de concéder leur première défaite en 20 matchs face aux Chiefs de Kansas City. Green Bay finit la saison régulière avec 15 victoires pour une défaite, établissant ainsi le meilleur total de la NFL pour la saison. Ils sont qualifiés directement pour le Divisional Round, et sont assurés de jouer tous leurs matchs de playoffs au Lambeau Field. Malgré leur excellente saison et un statut logique de favoris, ils perdent leur premier match de playoffs face aux futurs vainqueurs du Super Bowl, les Giants de New York (37-20) le 15 janvier 2012.
Le 3 février 2012, le quarterback de Green Bay Aaron Rodgers est élu MVP de la saison 2011.

## Palmarès
Palmarès des Packers de Green Bay en National Football League
| Titre national | Conférence | Division |
| --- | --- | --- |
| - Champion de la NFL (11) : 1929, 1930, 1931, 1936, 1939, 1944, 1961, 1962, 1965, 1966 et 1967. - Vainqueur du Super Bowl (4) : 1966 (I), 1967 (II), 1996 (XXXI) et 2010 (XLV) | - Champion de la NFL Western (9) : 1960, 1960, 1962, 1965, 1966, 1967 - Champion de la Conférence NFC (3) : 1996, 1997 et 2010. | - Champion de Division (21) : - NFC Ouest (4) : 1936, 1938, 1939, 1944 : - NFC Central (5) : 1967, 1972, 1995, 1996, 1997 - NFC Nord (12) : 2002, 2003, 2004, 2007, 2011, 2012, 2013, 2014, 2016, 2019, 2020.et 2021 |

## Rivalités

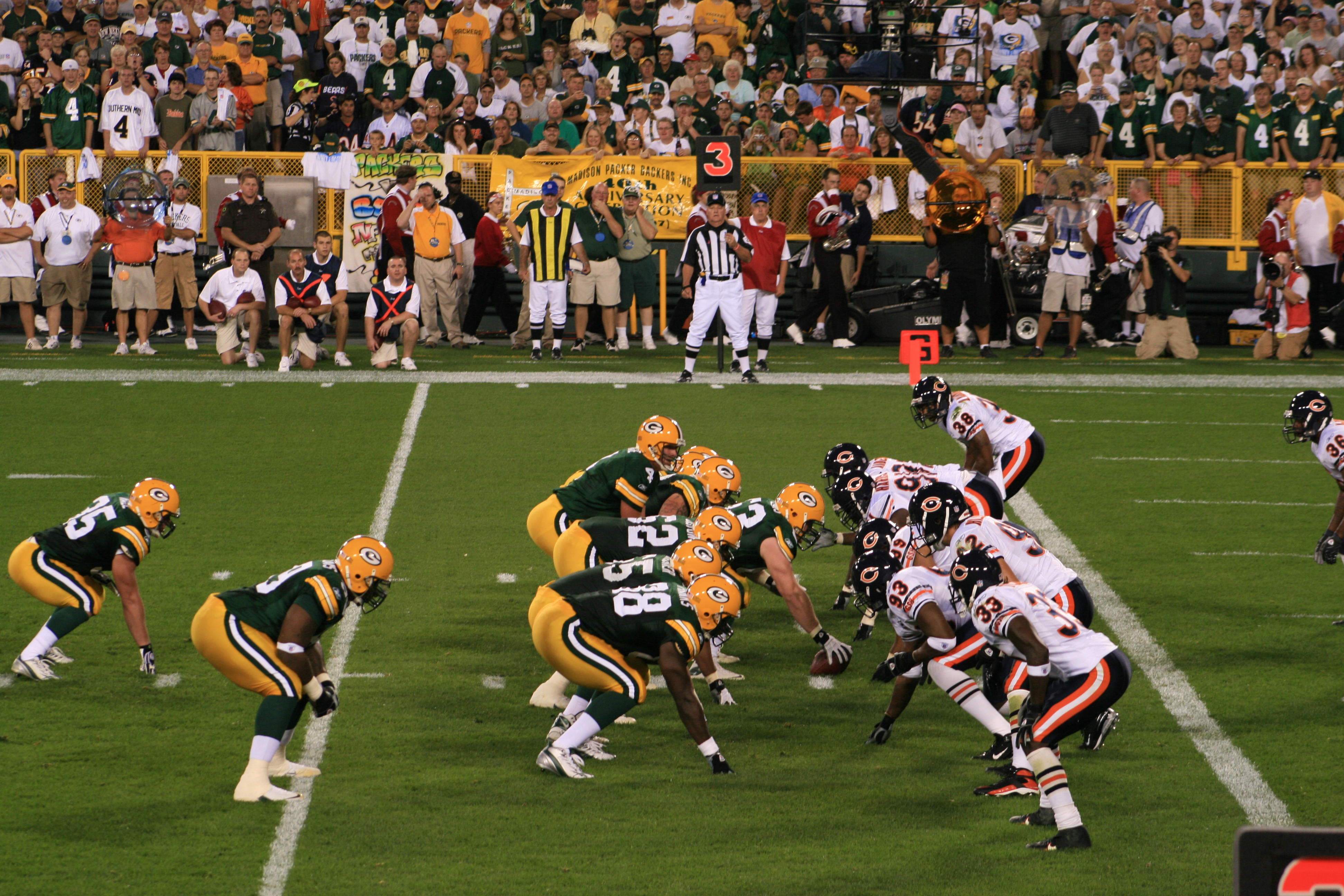
Les Packers face aux Bears

- Bears de Chicago : la rivalité avec les Bears est l'une des plus anciennes dans le sport américain, le premier match entre ces deux équipes ayant été joué le 27 novembre 1921. En 184 matchs joués entre ces deux équipes, les Bears ont remporté 95 victoires, les Packers en ont remporté 105 et il y eut 6 matchs nuls[6].
- Vikings du Minnesota et Lions de Détroit : rivalités développée en raison de leur présence au sein de la même division.
- Cowboys de Dallas : rivalité développée notamment en raison du fameux « Ice Bowl » de 1967 où les Packers se sont imposés dans un match resté mythique.

## Propriétaire

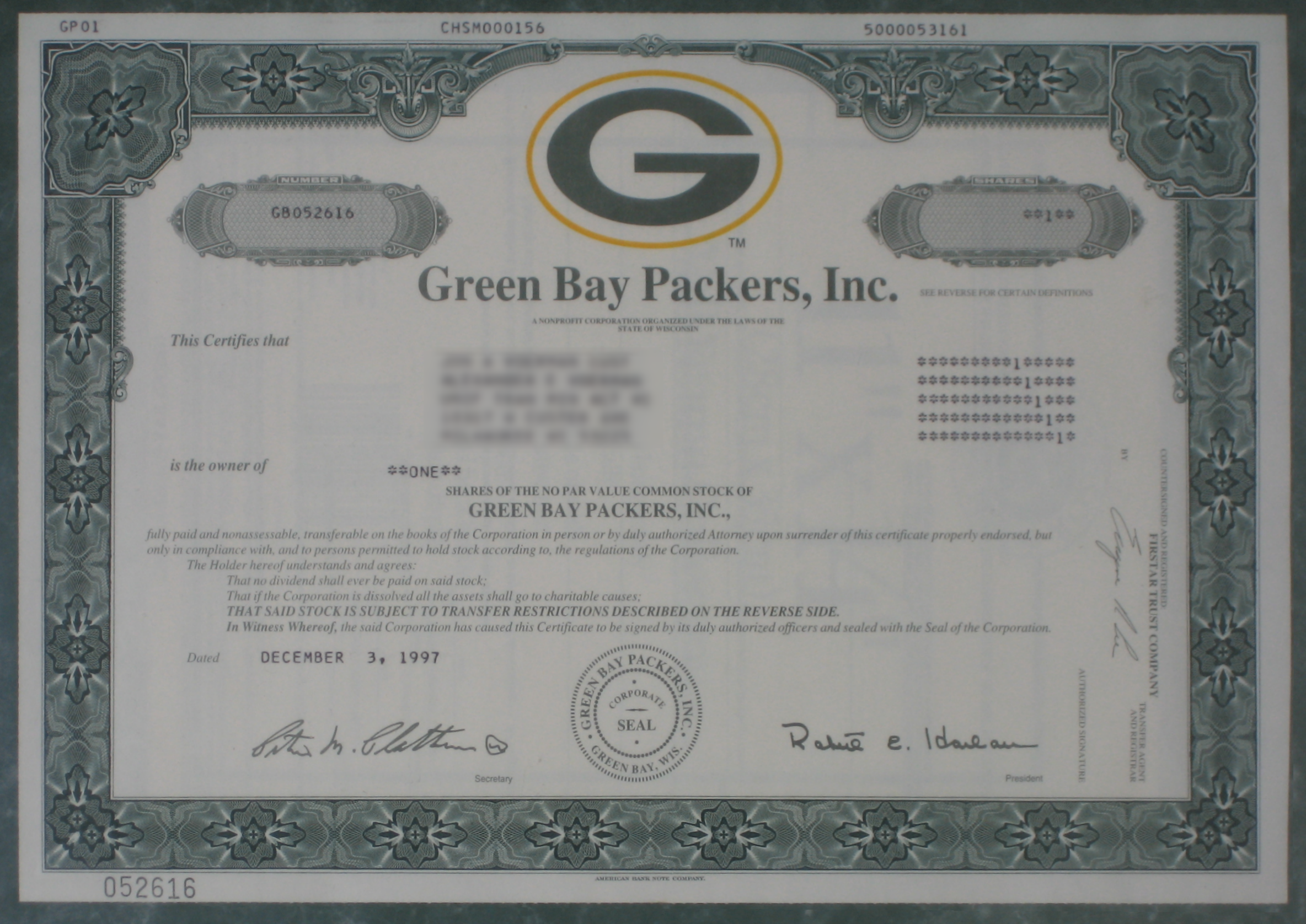
Action émise par les Packers

Les Packers de Green Bay sont la seule équipe du sport américain professionnel à être détenue par le public, une coopérative regroupant 364 122 membres en étant propriétaire. Un président est élu pour représenter l'équipe lors des meetings entre les propriétaires de franchises NFL.
Cette structure est en violation avec le règlement de la NFL qui interdit à toute équipe d'être détenue par plus de 32 propriétaires différents. Toutefois, les Packers de Green Bay étaient déjà une vieille équipe lorsque ce règlement est entré en vigueur et bénéficie, par son ancienneté, d'une exemption.

## Supporters

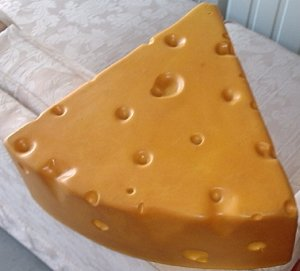
Le chapeau des supporteurs

Les supporters de Packers sont connus pour soutenir leur équipe peu importe le résultat si bien que tous les matchs des Packers à domicile ont été complets depuis 1960. Bien que les Packers disposent du plus petit marché télévisuel de la NFL, la franchise de Green Bay a développé une base solide de supporters à travers les États-Unis. Chaque année, les Packers sont parmi les équipes NFL les plus populaires du pays.
Les supporters des Packers sont communément appelés les « têtes de fromage » (cheeseheads). Ce surnom est très souvent attribué aux habitants de l'État du Wisconsin (où évoluent les Packers) en raison de sa forte production fromagère. Depuis plusieurs décennies, certains supporters des Packers portent un chapeau en forme de quartier de fromage afin d'afficher leur particularité locale.

## Stade

Le logo de Lambeau Field

Le stade des Green Bay Packers, officiellement nommé Lambeau Field, est un stade mythique notamment en raison du fait qu’il n’est pas couvert alors que les températures hivernales font que les matchs à domicile sont très souvent joués en dessous de 0 °C (avec un record de −25 °C lors du célèbre « Ice Bowl » face aux Dallas Cowboys). C’est d’ailleurs pour cette raison que les adversaires des Packers l’ont surnommé « the frozen tundra » (la toundra gelée) ou encore « Halloween Field ».
Les Packers ont élu domicile au Lambeau Field depuis 1957 ce qui permet à ce stade de détenir le record d’occupation continue en NFL. Avant 1957, les Packers jouaient leurs matchs à domicile au « City Stadium ». Ils ont en fait été contraints par la NFL de jouer dans un stade plus grand sous peine d’être déménagés à Milwaukee. Le Lambeau Field fut le premier stade à être construit spécialement pour une équipe de la NFL. Appelé à l’origine City Stadium, son nom est changé après le décès du fondateur des Packers, Curly Lambeau.

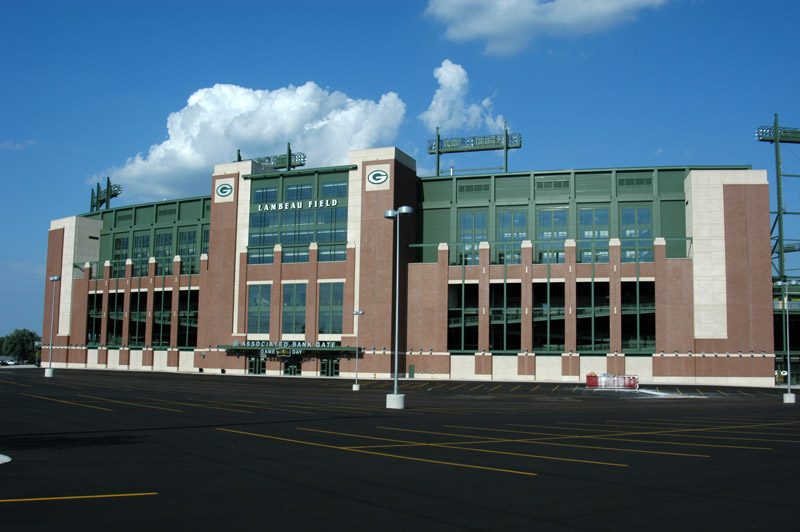
Lambeau Field

Inauguré en 1957, il avait une capacité de 32 150 places. Le stade est agrandi à sept reprises avant la fin des années 1990 et la capacité totale atteint alors les 60 890 places. En 2003, il est très largement rénové et modernisé ce qui augmente sa capacité à 72 928 places.
En dépit de ses nombreux agrandissements, tous les matchs des Packers ont été complets depuis 1960 et plus de 78 000 noms sont sur la liste d’attente chaque saison. Jusqu’en 1994, les Packers jouaient deux ou trois matchs à domicile au County Stadium de Milwaukee mais depuis l’agrandissement du Lambeau Field, tous les matchs à domicile y sont désormais joués.

## Uniformes, casques et logo
Ayant besoin d'équiper sa nouvelle équipe, son fondateur, Curly Lambeau, sollicite des fonds auprès de son employeur, l'Indian Packing Company. Il reçoit 500 $ pour l'achat d'uniformes et d'équipements si celui-ci fait référence au nom du sponsor dans celui de la franchise. Un article de journal fait tout d'abord référence aux joueurs de Green Bay en les dénommant « Indians ». Cependant, c'est le nom de « Packers » qui s'impose dès leur premier match.
Bien que la société Indian Packing ait été achetée en 1920 par l'Acme Packing Company, cette dernière a continué à soutenir l'équipe, les maillots étant floqués de la mention « ACME PACKERS » au cours de leur première saison dans la NFL .
Lambeau, ancien étudiant de l'université Notre-Dame-du-Lac, emprunte les couleurs bleu marine et or du Fighting Irish, tout comme George Halas l'a fait avec les couleurs de son alma mater de l'Illinois pour les Bears de Chicago. En conséquence, les premiers Packers étaient souvent appelés les « Bays » ou les « Blues » (et même parfois « les Big Bay Blues »).
En 1950, Green Bay remplace le bleu marine par le vert Kelly, mais conserve ce qui était alors une teinte plus claire d'or, celui dit or sportif. Le bleu marine est conservé comme couleur secondaire, mais il est discrètement abandonné sur tous les documents officiels peu de temps après. En 1958, le vert kelly est remplacé par un vert chasseur plus foncé. Depuis, l'or et l'or sportif ont servi de couleurs à l'équipe.
L'uniforme actuel de l'équipe, composé de maillots vert forêt ou blancs et de pantalons dorés métallisés, est adopté peu après l'arrivée de Vince Lombardi en 1959. Cependant, pour célébrer le 75e anniversaire de la NFL en 1994, les Packers acceptent de porter des maillots « rétros ». , revenant aux couleurs originelles, le bleu marine et l'or. L'équipe porte également lors des deux matchs de Thanksgiving disputés respectivement en 2001 et 2003 contre les Lions de Détroit, l'uniforme bleu et or des années 1930 et celui vert et or des années 1960,.
Alors que de nombreuses équipes de la NFL choisissent de porter leur maillot blanc pour les matchs à domicile en raison des reflets du soleil, les Packers n’ont porté leurs maillots blanc à domicile que lors de deux matchs de la saison 1989. En 2016, les Packers lancent leur uniforme Color Rush, portant un pantalon et des chaussettes blancs avec l'uniforme blanc. Cet ensemble a été porté cinq fois dont quatre fois à domicile et deux fois contre les Bears de Chicago. Par ailleurs, bien qu’un troisième maillot alternatif de couleur or avec des numéros verts soit vendu comme objet promotionnel, l’équipe n’a jamais donné l’impression d’avoir l’intention de porter un tel maillot lors d’un match officiel.
Au cours de la saison 2010, les Packers rendent hommage à leurs racines historiques en portant un maillot rétro inspiré de celui porté par le club en 1929, lors de sa première saison de championnat. Le maillot était bleu marine avec un cercle doré et des chiffres bleu marine, faisant encore une fois des Packers, les « Blues »,.
Ceux-ci sont ensuite remplacés en 2015 par le bleu marine porté de 1937 à 1949, avec les épaules et les chiffres dorés. En 2021, les Packers modifient leurs maillots rétros avec un design entièrement vert, ressemblant aux uniformes portés de 1950 à 1953.
À l'origine, les Packers portaient des casques marrons avec leurs maillots rétro, mais en 2013, ils sont équipés de casques dorés sans aucun autocollant en raison de l'application de la nouvelle règle concernant la coque unique imposée par la NFL. Cette règle est cependant abolie en 2022. En conséquence, ils ont modifié leurs équipement rétro en 2015 et 2021 afin de recréer correctement les uniformes d'origine avec casques dorés.
Lors du changement de fournisseur d'uniformes de la NFL en 2012 (passant de Reebok à Nike), les Packers ont refusé toute modification de leurs équipements de quelque manière que ce soit à l'exception du logo du fournisseur et du nouveau logo de la ligue, refusant ainsi toutes les améliorations « Elite 51 » de Nike, maintenant le maintien du col rayé traditionnel du maillot plutôt que le nouveau design de col de Nike.
Les Packers de Green Bay ont retiré plusieurs numéros de maillot qui ne seront plus jamais attribués à d'autres joueurs :
| N° | Nom          | Poste              |
| -- | ------------ | ------------------ |
| 03 | Tony Canadeo | Halfback           |
| 04 | Brett Favre  | Quarterback        |
| 14 | Don Hutson   | Defensive end/back |
| 15 | Bart Starr   | Quarterback        |
| 66 | Ray Nitschke | Linebacker         |
| 92 | Reggie White | Defensive end      |

### Logo
En 1951, l'équipe arrête finalement de porter des casques en cuir, adoptant le casque en plastique doré métallisé qu'elle utilise depuis lors.
Le logo ovale « G » (en forme de ballon de football américain) est ajouté en 1961 à la requête de Lombardi par le directeur de l'équipement des Packers, Gerald « Dad » Braisher et son assistant, John Gordon, étudiant en art au St. Norbert College.
L'équipe a utilisé un certain nombre de logos différents avant 1961, mais le « G » est le seul logo jamais apparu sur le casque,.
Les Packers détiennent les droits sur la marque du logo « G » et n'ont accordé qu'une autorisation limitée à d'autres organisations pour utiliser un logo similaire, comme l'Université de Géorgie (Bulldogs de la Géorgie) et l'Université d'État de Grambling, en plus de la ville de Green Bay pour son logo civique.

Visuels des équipements
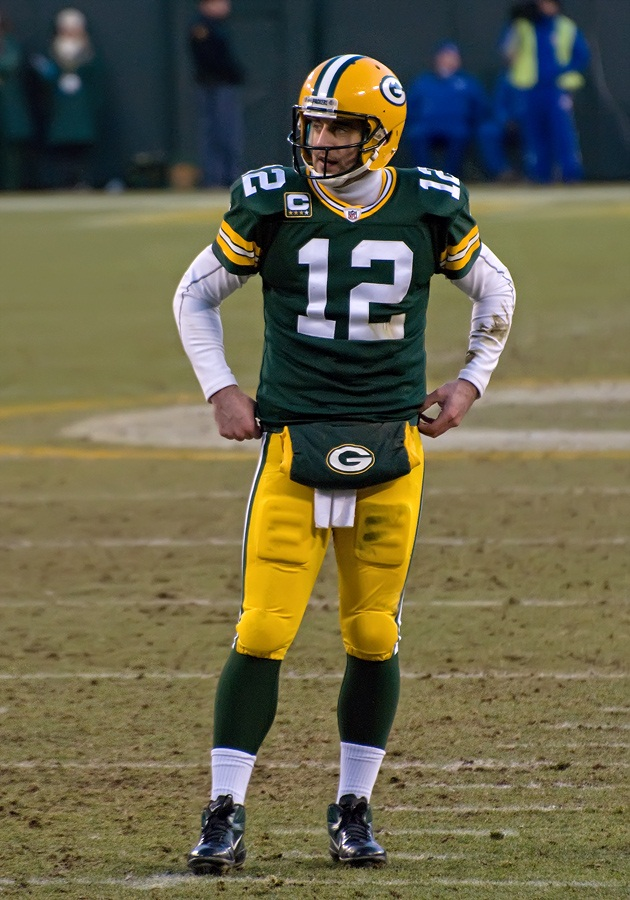
Aaron Rodgers avec l'équipement à domicile vert.
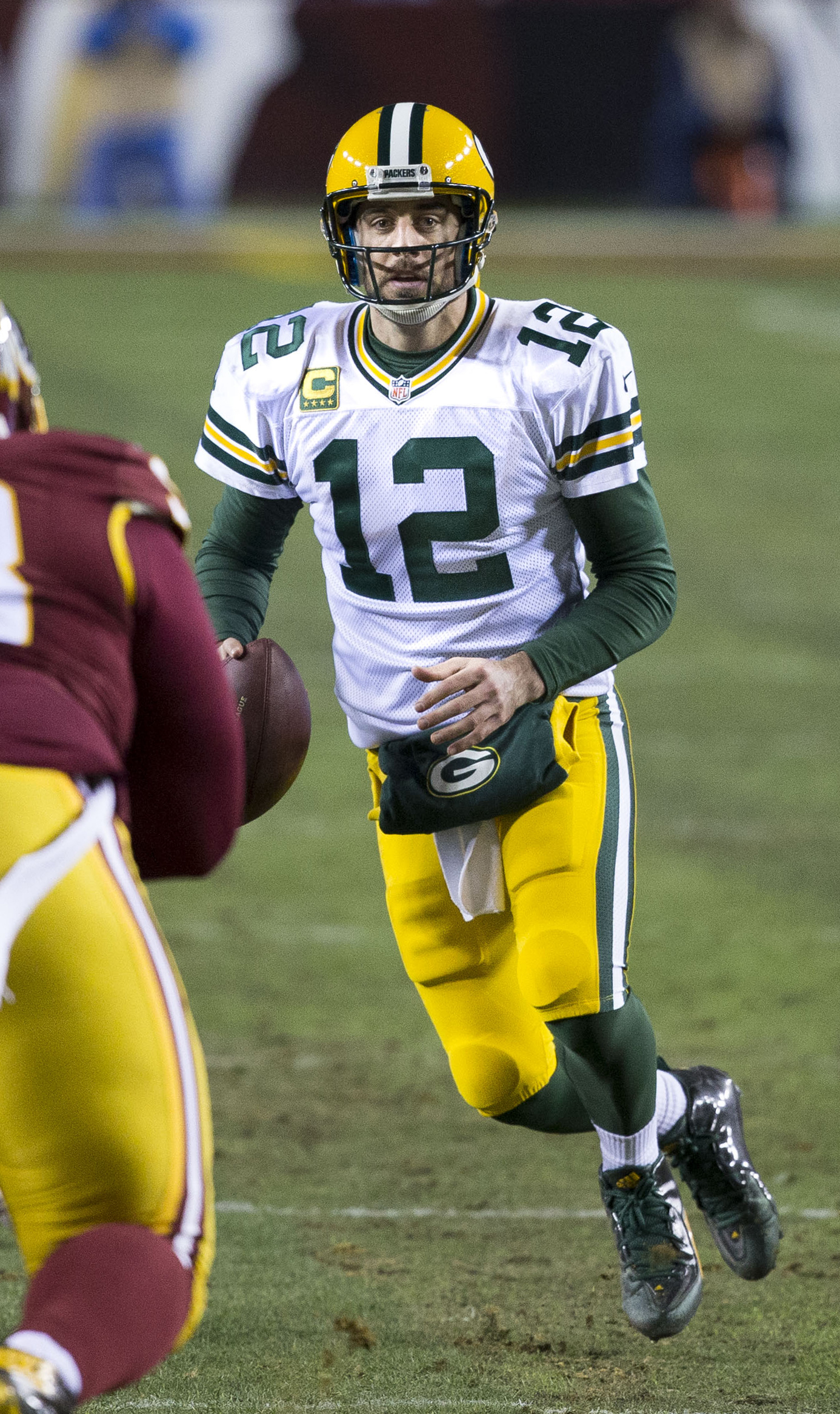
A.R. en uniforme blanc pour les déplacements.
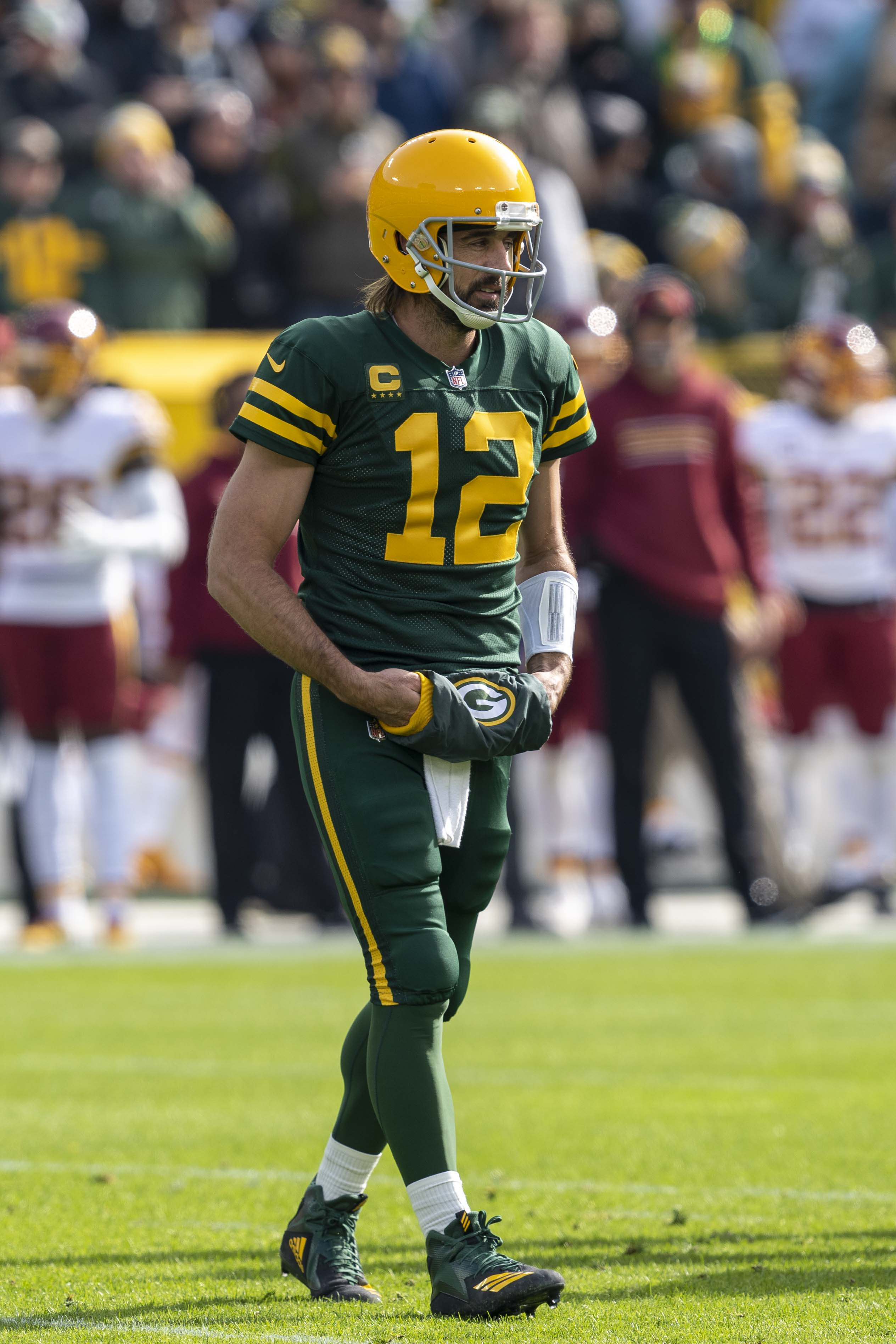
A.R. en uniforme rétro alternatif vert.
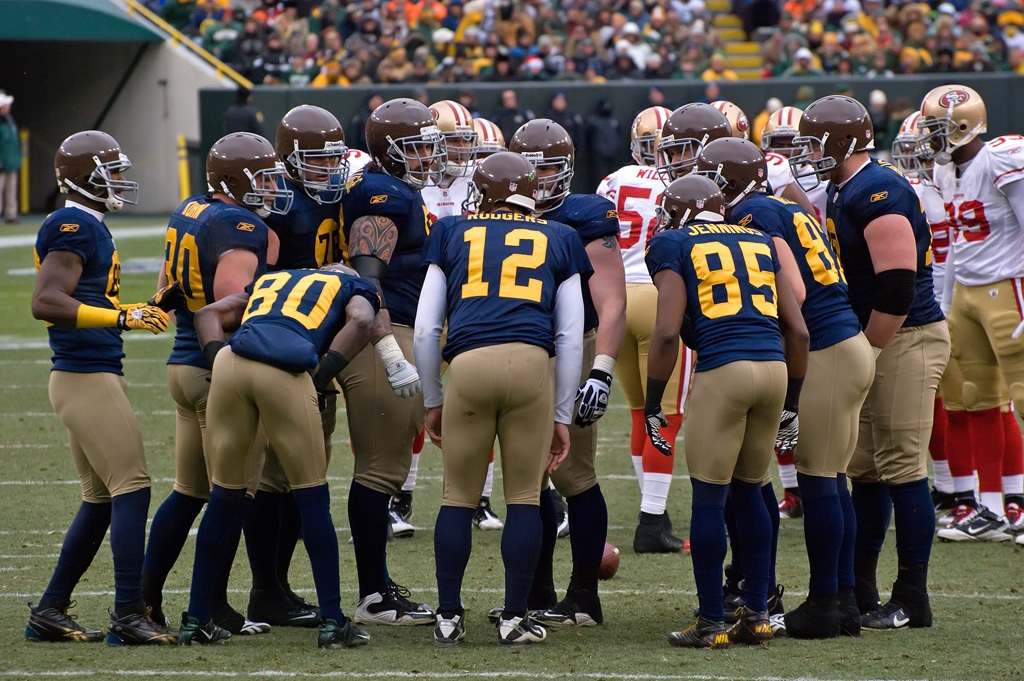
Uniformes rétros bleu et or en 2010.

## Entraîneurs de la franchise
| 1921-1949 | Earl L. Lambeau                | 231            | 108            | 21             | 6              |
| 1950-1953 | Gene Ronzani (en)              | 4              | 31             | 1              | -              |
| 1953      | Hugh Devore (en) et Ray McLean | 0              | 2              | 0              | -              |
| 1954-1957 | Lisle Blackbourn (en)          | 17             | 31             | 0              | -              |
| 1958      | Ray McLean                     | 1              | 10             | 1              | -              |
| 1959-1967 | Vince Lombardi                 | 98             | 30             | 4              | 5              |
| 1968-1970 | Phil Bengtson                  | 20             | 21             | 1              | -              |
| 1971-1974 | Dan Devine                     | 25             | 28             | 4              | -              |
| 1975-1983 | Bart Starr                     | 53             | 77             | 3              | -              |
| 1984-1987 | Forrest Gregg                  | 25             | 37             | 1              | -              |
| 1988-1991 | Lindy Infante (en)             | 24             | 40             | 0              | -              |
| 1992-1998 | Mike Holmgren                  | 73             | 36             | 0              | 1              |
| 1999      | Ray Rhodes (en)                | 8              | 8              | 0              | -              |
| 2000-2005 | Mike Sherman                   | 56             | 39             | 0              | -              |
| 2006-2018 | Mike McCarthy                  | 125            | 77             | 2              | 1              |
| 2018      | Joe Philbin (intérimaire)      | 2              | 2              | 0              | -              |
| 2019-     | Matt LaFleur                   | Série en cours | Série en cours | Série en cours | Série en cours |

## Bilan saison par saison
| Saison         | .                                                               | Déf.                                                            | Nuls                                                            | Classement                                                                     | Séries éliminatoires |
| -------------- | --------------------------------------------------------------- | --------------------------------------------------------------- | --------------------------------------------------------------- | ------------------------------------------------------------------------------ | --- |
| 1919           | 10                                                              | 1                                                               | 0                                                               | -                                                                              | -- |
| 1920           | 9                                                               | 1                                                               | 1                                                               | -                                                                              | -- |
| 1921           | 3                                                               | 2                                                               | 1                                                               | 6e APFA                                                                        | La NFL n'a pas organisé de série éliminatoire avant 1932 |
| 1922           | 4                                                               | 3                                                               | 3                                                               | 7e NFL                                                                         | La NFL n'a pas organisé de série éliminatoire avant 1932 |
| 1923           | 7                                                               | 2                                                               | 1                                                               | 3e NFL                                                                         | La NFL n'a pas organisé de série éliminatoire avant 1932 |
| 1924           | 7                                                               | 4                                                               | 0                                                               | 6e NFL                                                                         | La NFL n'a pas organisé de série éliminatoire avant 1932 |
| 1925           | 8                                                               | 5                                                               | 0                                                               | 9e NFL                                                                         | La NFL n'a pas organisé de série éliminatoire avant 1932 |
| 1926           | 7                                                               | 3                                                               | 3                                                               | 5e NFL                                                                         | La NFL n'a pas organisé de série éliminatoire avant 1932 |
| 1927           | 7                                                               | 2                                                               | 1                                                               | 3e NFL                                                                         | La NFL n'a pas organisé de série éliminatoire avant 1932 |
| 1928           | 6                                                               | 4                                                               | 3                                                               | 4e NFL                                                                         | La NFL n'a pas organisé de série éliminatoire avant 1932 |
| 1929           | 12                                                              | 0                                                               | 1                                                               | 1er NFL                                                                        | Désignés Champions NFL (1) |
| 1930           | 10                                                              | 3                                                               | 1                                                               | 1er NFL                                                                        | Désignés Champions NFL (2) |
| 1931           | 12                                                              | 2                                                               | 0                                                               | 1er NFL                                                                        | Désignés Champions NFL (3) |
| 1932           | 10                                                              | 3                                                               | 1                                                               | 2e NFL                                                                         | -- |
| 1933           | 5                                                               | 7                                                               | 1                                                               | 3e NFL West Division                                                           | -- |
| 1934           | 7                                                               | 6                                                               | 0                                                               | 3e NFL West Division                                                           | -- |
| 1935           | 8                                                               | 4                                                               | 0                                                               | 2e NFL West Division                                                           | -- |
| 1936           | 10                                                              | 1                                                               | 1                                                               | 1er NFL West Division                                                          | Victoire en finale NFL (4) (Redskins de Washington) 21–6 |
| 1937           | 7                                                               | 4                                                               | 0                                                               | 2e NFL West Division                                                           | -- |
| 1938           | 8                                                               | 3                                                               | 0                                                               | 1er NFL West Division                                                          | Défaite en finale NFL (Giants de New York) 17-23 |
| 1939           | 9                                                               | 2                                                               | 0                                                               | 1er NFL West Division                                                          | Victoire en finale NFL (5) (Giants de New York) 27–0 |
| 1940           | 6                                                               | 4                                                               | 1                                                               | 2e NFL West Division                                                           | -- |
| 1941           | 10                                                              | 1                                                               | 0                                                               | 1er NFL West Division                                                          | Défaite en finale de la Division (Bears de Chicago) 14-33 |
| 1942           | 8                                                               | 2                                                               | 1                                                               | 2e NFL West Division                                                           | -- |
| 1943           | 7                                                               | 2                                                               | 1                                                               | 2e NFL West Division                                                           | -- |
| 1944           | 8                                                               | 2                                                               | 0                                                               | 1er NFL West Division                                                          | Victoire en finale NFL (6) (Giants de New York) 14–7 |
| 1945           | 6                                                               | 4                                                               | 0                                                               | 3e NFL West Division                                                           | -- |
| 1946           | 6                                                               | 5                                                               | 0                                                               | 3e NFL West Division                                                           | -- |
| 1947           | 6                                                               | 5                                                               | 1                                                               | 3e NFL West Division                                                           | -- |
| 1948           | 3                                                               | 9                                                               | 0                                                               | 4e NFL West Division                                                           | -- |
| 1949           | 2                                                               | 10                                                              | 0                                                               | 5e NFL West Division                                                           | -- |
| 1950           | 3                                                               | 9                                                               | 0                                                               | 5e NFL National Conference                                                     | -- |
| 1951           | 3                                                               | 9                                                               | 0                                                               | 5e NFL National Conference                                                     | -- |
| 1952           | 6                                                               | 6                                                               | 0                                                               | 4e NFL National Conference                                                     | -- |
| 1953           | 2                                                               | 9                                                               | 0                                                               | 6e NFL Western Conference                                                      | -- |
| 1954           | 4                                                               | 8                                                               | 0                                                               | 5e NFL Western Conference                                                      | -- |
| 1955           | 6                                                               | 6                                                               | 0                                                               | 3e NFL Western Conference                                                      | -- |
| 1956           | 4                                                               | 8                                                               | 0                                                               | 5e NFL Western Conference                                                      | -- |
| 1957           | 3                                                               | 9                                                               | 0                                                               | 6e NFL Western Conference                                                      | -- |
| 1958           | 1                                                               | 10                                                              | 1                                                               | 6e NFL Western Conference                                                      | -- |
| 1959           | 7                                                               | 5                                                               | 0                                                               | 3e NFL Western Conference                                                      | -- |
| 1960           | 8                                                               | 4                                                               | 0                                                               | 1er NFL Western Conference                                                     | Défaite en finale NFL (Eagles de Philadelphie) 17–13 |
| 1961           | 11                                                              | 3                                                               | 0                                                               | 1er NFL Western Conference                                                     | Victoire en finale NFL (7) (Giants de New York) 37–0 |
| 1962           | 13                                                              | 1                                                               | 0                                                               | 1er NFL Western Conference                                                     | Victoire en finale NFL (8) (Giants de New York) 16–7 |
| 1963           | 11                                                              | 2                                                               | 1                                                               | 2e NFL Western Conference                                                      | -- |
| 1964           | 8                                                               | 5                                                               | 1                                                               | 2e NFL Western Conference                                                      | -- |
| 1965           | 10                                                              | 3                                                               | 1                                                               | 1er NFL Western Conference                                                     | Victoire en finale de Conférence (Colts d'Indianapolis) 13ET10 Victoire en finale NFL (9) (Browns de Cleveland) 23–12 |
| Fusion AFL-NFL |                                                                 |                                                                 |                                                                 |                                                                                | |
| 1966           | 12                                                              | 2                                                               | 0                                                               | 1er NFL Western Conference                                                     | Victoire en finale de Ligue NFL (@ Cowboys de Dallas) 34–27 Victoire au Super Bowl I (Chiefs de Kansas City) 35-10 |
| 1967           | 9                                                               | 4                                                               | 1                                                               | 1er NFL Western Central                                                        | Victoire en finale de la Western Conférence (Rams de Los Angeles) 28–7 Victoire en finale de la Ligue NFL (Cowboys de Dallas) 21–17 Victoire au Super Bowl II (Raiders d'Oakland) 33-14                                                           |
| 1968           | 6                                                               | 7                                                               | 1                                                               | 3e NFL Western Central                                                         | -- |
| 1969           | 8                                                               | 6                                                               | 0                                                               | 3e NFL Western Central                                                         | -- |
| 1970           | 6                                                               | 8                                                               | 0                                                               | 3e NFC Central                                                                 | -- |
| 1971           | 4                                                               | 8                                                               | 2                                                               | 4e NFC Central                                                                 | -- |
| 1972           | 10                                                              | 4                                                               | 0                                                               | 1er NFC Central                                                                | Défaite en tour de Division (Redskins de Washington) 16-3 |
| 1973           | 5                                                               | 7                                                               | 2                                                               | 3e NFC Central                                                                 | -- |
| 1974           | 6                                                               | 8                                                               | 0                                                               | 3e NFC Central                                                                 | -- |
| 1975           | 4                                                               | 10                                                              | 0                                                               | 4e NFC Central                                                                 | -- |
| 1976           | 5                                                               | 9                                                               | 0                                                               | 4e NFC Central                                                                 | -- |
| 1977           | 4                                                               | 10                                                              | 0                                                               | 4e NFC Central                                                                 | -- |
| 1978           | 8                                                               | 7                                                               | 1                                                               | 2e NFC Central                                                                 | -- |
| 1979           | 5                                                               | 11                                                              | 0                                                               | 4e NFC Central                                                                 | -- |
| 1980           | 5                                                               | 10                                                              | 1                                                               | 5e NFC Central                                                                 | -- |
| 1981           | 8                                                               | 8                                                               | 0                                                               | 3e NFC Central                                                                 | -- |
| 1982           | 5                                                               | 3                                                               | 1                                                               | 3e NFC Conference                                                              | Victoire lors du 1er tour de la série éliminatoire (Cardinals de l'Arizona) 41–16 Défaite au second tour de la série éliminatoire (Cowboys de Dallas) 37-26                                                                                       |
| 1983           | 8                                                               | 8                                                               | 0                                                               | 2e NFC Central                                                                 | -- |
| 1984           | 8                                                               | 8                                                               | 0                                                               | 2e NFC Central                                                                 | -- |
| 1985           | 8                                                               | 8                                                               | 0                                                               | 3e NFC Central                                                                 | -- |
| 1986           | 4                                                               | 12                                                              | 0                                                               | 4e NFC Central                                                                 | -- |
| 1987           | 5                                                               | 9                                                               | 1                                                               | 3e NFC Central                                                                 | -- |
| 1988           | 4                                                               | 12                                                              | 0                                                               | 5e NFC Central                                                                 | -- |
| 1989           | 10                                                              | 6                                                               | 0                                                               | 2e NFC Central                                                                 | -- |
| 1990           | 6                                                               | 10                                                              | 0                                                               | 4e NFC Central                                                                 | -- |
| 1991           | 4                                                               | 12                                                              | 0                                                               | 4e NFC Central                                                                 | -- |
| 1992           | 9                                                               | 7                                                               | 0                                                               | 2e NFC Central                                                                 | -- |
| 1993           | 9                                                               | 7                                                               | 0                                                               | 3e NFC Central                                                                 | Victoire en tour de Wild Card (@ Lions de Détroit) 28–24 Défaite en tour de Division (Cowboys de Dallas) 27-17 |
| 1994           | 9                                                               | 7                                                               | 0                                                               | 2e NFC Central                                                                 | Victoire en tour de Wild Card (Lions de Détroit) 16–12 Défaite en tour de Division (Cowboys de Dallas) 35-9 |
| 1995           | 11                                                              | 5                                                               | 0                                                               | 1er NFC Central                                                                | Victoire en tour de Wild Card (Falcons d'Atlanta) 37–20 Victoire en tour de Division (@ 49ers de San Francisco) 27–17 Défaite en finale de Conférence NFC (Cowboys de Dallas) 38-27                                                               |
| 1996           | 13                                                              | 3                                                               | 0                                                               | 1er NFC Central                                                                | Victoire en tour de Division (49ers de San Francisco) 35–14 Victoire en finale de Conférence NFC (Panthers de la Caroline) 30–13 Victoire au Super Bowl XXXI (Patriots de la Nouvelle-Angleterre) 30-13                                           |
| 1997           | 13                                                              | 3                                                               | 0                                                               | 1er NFC Central                                                                | Victoire en tour de Division (Buccaneers de Tampa Bay) 21–7 Victoire en finale de Conférence NFC (@ 49ers de San Francisco) 23–10 Défaite au Super Bowl XXXII (Broncos de Denver) 31-24                                                           |
| 1998           | 11                                                              | 5                                                               | 0                                                               | 2e NFC Central                                                                 | Défaite en tour de Wild Card (49ers de San Francisco) 30-27 |
| 1999           | 8                                                               | 8                                                               | 0                                                               | 4e NFC Central                                                                 | -- |
| 2000           | 9                                                               | 7                                                               | 0                                                               | 3e NFC Central                                                                 | -- |
| 2001           | 12                                                              | 4                                                               | 0                                                               | 2e NFC Central                                                                 | Victoire en tour de Wild Card (49ers de San Francisco) 25–15 Défaite tour de Division (Rams de Saint-Louis) 45-17 |
| 2002           | 12                                                              | 4                                                               | 0                                                               | 1er NFC North                                                                  | Défaite en tour de Wild Card (Falcons d'Atlanta) 27-7 |
| 2003           | 10                                                              | 6                                                               | 0                                                               | 1er NFC North                                                                  | Victoire en tour de Wild Card (Seahawks de Seattle) 33ET27 Défaite en tour de Division (Eagles de Philadelphie) 20ET17 |
| 2004           | 10                                                              | 6                                                               | 0                                                               | 1er NFC North                                                                  | Défaite en tour de Wild Card (Vikings du Minnesota) 31-17 |
| 2005           | 4                                                               | 12                                                              | 0                                                               | 4e NFC North                                                                   | -- |
| 2006           | 8                                                               | 8                                                               | 0                                                               | 2e NFC North                                                                   | -- |
| 2007           | 13                                                              | 3                                                               | 0                                                               | 1er NFC North                                                                  | Victoire en tour de Division (Seahawks de Seattle) 42–20 Défaite en finale de Conférence NFC (Giants de New York) 23ET20 |
| 2008           | 6                                                               | 10                                                              | 0                                                               | 3e NFC North                                                                   | -- |
| 2009           | 11                                                              | 5                                                               | 0                                                               | 2e NFC North                                                                   | Défaite en tour de Wild Card (Cardinals de l'Arizona) 51ET45 |
| 2010           | 10                                                              | 6                                                               | 0                                                               | 2e NFC North                                                                   | Victoire en tour de Wild Card (@ Eagles de Philadelphie) 21–16 Victoire en tour de Division (@ Falcons d'Atlanta) 48–21 Victoire en finale de Conférence NFC (@ Bears de Chicago) 21–14 Victoire au Super Bowl XLV (Steelers de Pittsburgh) 31-25 |
| 2011           | 15                                                              | 1                                                               | 0                                                               | 1er NFC North                                                                  | Défaite en tour de Division (Giants de New York) 37-20 |
| 2012           | 11                                                              | 5                                                               | 0                                                               | 1er NFC North                                                                  | Victoire en tour de Wild Card (Vikings du Minnesota) 24–10 Défaite en tour de Division (49ers de San Francisco) 45-31 |
| 2013           | 8                                                               | 7                                                               | 1                                                               | 1er NFC North                                                                  | Défaite en tour de Wild Card (49ers de San Francisco) 23-20 |
| 2014           | 12                                                              | 4                                                               | 0                                                               | 1er NFC North                                                                  | Victoire en tour de Division (Cowboys de Dallas) 26–21 Défaite en finale de Conférence NFC (Seahawks de Seattle) 28ET22 |
| 2015           | 10                                                              | 6                                                               | 0                                                               | 2e NFC North                                                                   | Victoire en tour de Wild Card (@ Redskins de Washington) 35–18 Défaite en tour de Division (Cardinals de l'Arizona) 26ET20 |
| 2016           | 10                                                              | 6                                                               | 0                                                               | 1er NFC North                                                                  | Victoire en tour de Wild Card (Giants de New York) 38–13 Victoire en tour de Division (@ Cowboys de Dallas) 34–31 Défaite en finale de Conférence NFC (Falcons d'Atlanta) 44-21                                                                   |
| 2017           | 7                                                               | 9                                                               | 0                                                               | 3e NFC North                                                                   | -- |
| 2018           | 6                                                               | 9                                                               | 1                                                               | 3e NFC North                                                                   | -- |
| 2019           | 13                                                              | 3                                                               | 0                                                               | 1er NFC North                                                                  | Victoire en tour de Division (Seahawks de Seattle) 28–23 Défaite en finale de Conférence NFC (@ 49ers de San Francisco) 20-37 |
| 2020           | 13                                                              | 3                                                               | 0                                                               | 1er NFC North                                                                  | Victoire en tour de Division (Rams de Los Angeles) 38–18 Défaite en finale de Conférence NFC (Buccaneers de Tampa Bay) 26-31 |
| 2021           | 13                                                              | 4                                                               | 0                                                               | 1er NFC North                                                                  | Défaite en tour de Division (49ers de San Francisco) 10-13 |
| 2022           | 8                                                               | 9                                                               | 0                                                               | 3e NFC North                                                                   | -- |
| 2023           | 9                                                               | 8                                                               | 0                                                               | 2e NFC North                                                                   | Victoire en tour de Wild Card (@ Cowboys de Dallas) 48–32 Défaite en tour de Division (@ 49ers de San Francisco) 21-24 |
| 2024           | 11                                                              | 6                                                               | 0                                                               | 3e NFC North                                                                   | Défaite en tour de Wild Card (@ Eagles de Philadelphie) 10–22 |
| 2025           | Saison à venir, ne rien indiquer avant la fin de la saison 2025 | Saison à venir, ne rien indiquer avant la fin de la saison 2025 | Saison à venir, ne rien indiquer avant la fin de la saison 2025 | Saison à venir, ne rien indiquer avant la fin de la saison 2025                | Saison à venir, ne rien indiquer avant la fin de la saison 2025 |
| Totaux         | 810                                                             | 604                                                             | 38                                                              | Saisons régulières (21 titres de division, 9 titres de conférence)             | Saisons régulières (21 titres de division, 9 titres de conférence) |
| Totaux         | 37                                                              | 27                                                              | -                                                               | Séries éliminatoires                                                           | Séries éliminatoires |
| Totaux         | 847                                                             | 631                                                             | 38                                                              | Saison régulière + série éliminatoire (9 titres NFL avant 1966, 4 Super Bowls) | Saison régulière + série éliminatoire (9 titres NFL avant 1966, 4 Super Bowls) |

## Dans la culture populaire
On retrouve à de nombreuses reprises des références aux Packers dans la série télévisée tournée de 1991 à 1998, Notre belle famille[réf. nécessaire].
Franck Lambert, rôle joué par Patrick Duffy à l'époque, son fils John Thomas, sa fille Al et son neveu Cody arborent très souvent des vêtements de l'équipe de football. En effet, la série se veut tournée dans la petite ville réelle de Port Washington dans le Wisconsin, à quelques kilomètres de Green Bay[réf. nécessaire].
Les Packers sont également l’équipe préférée de Red Forman (interprété par Kurtwood Smith) dans la série That '70s Show dont l’action se situe à Point Place, petite ville imaginaire du Wisconsin.